# Sayn-Wittgenstein-Ludwigsburg
Il  Sayn-Wittgenstein-Ludwigsburg era un ramo laterale della famiglia Sayn-Wittgenstein-Berleburg, creato dal conte Casimiro per suo fratello.  La sua sede era una spettacolare residenza a Berleburg costruita dal maestro carpentiere Mannus Riedesel

## Conti di Sayn-Wittgenstein-Ludwigsburg (1694-1806)
- Francesco Luigi II (1694–1750)
- Cristiano Luigi Casimiro (1750–97)
- Luigi Adolfo Pietro (1797–1806)